# محمد صالح زكي
محمد صالح زكي (1888 - 1974) هو رسام وفنان تشكيلي عراقي، يعتبر من مؤسسي الحركة الفن التشكيلي في العراق.

## حياته
وُلِدَ صالح زكي في محلة الفضل ببغداد عام 1888، بدأ دراسته الأولى في المدرسة الحميدية كتمهيدٍ لدخوله المدرسة الرشدية العسكرية والاعدادية العسكرية والحربية في بغداد. أكمل دراسته العسكرية في المدرسة الحربية في الاستانة وتخرج منها عام 1908 برتبة ملازم ثانٍ خيّال. خدم في الجيش التركي حتّى الحرب العالمية الاولى. ثم خدم في الجيش السوري بعد ذلك وأتم خدمته العسكرية في الجيش العراقي منذ عام 1922 حتّى 1938 حيث اُحيلَ على التقاعد برتبة عقيد. درس فن الرسم لمدة ثمانية أشهر في دار الفنون الجميلة في الاستانة، مارس رسم مشاهد الطبيعة مقتفيًا اثر مشاهير الرسامين في إسطنبول وكانت أغلب لوحاته بالألوان الزيتية، سافر إلى أوروبا عام 1938 للإطلاع على متاحف الفن هناك، درس فن الرسم في مدرسة التفيض الاهلية. أضاف إلى الفن العراقي ثروةً من الرسوم واللوحات الفنية التي تُسَجِلُ طبيعة العراق ومشاهده الجميلة من شماله إلى جنوبه. اشترك في العديد من المعارض حتّى وفاته عام 1974.

## معارضه
- مشارك في مهرجان سوق عكاظ عام 1922.
- مشارك في المعرض الصناعي الزراعي عام 1931.
- مشارك في مهرجان ابن سينا في المعرض الفني عام 1952.
- معرض شخصي في قاعة جمعية الفنانين العراقيين - بغداد 1956.
- مشارك في معرض الفن العراقي الحديث - الاتحاد السوفيتي 1959.
- مشارك في معرض جمعية الفنانين التشكيلين العراقيين - بغداد.

## عضوية ومناصب
- ضابط في الجيش العراقي الملكي.
- آمر الحرس الملكي في عهد فيصل الأول.
- عضو في جمعية الفنانين التشكلين العراقيين.

## وفاته
توفي في عام 1974 في العاصمة العراقية بغداد عن عمر ناهز 85 عاماً.